# Fotbal Club Bălți
Il Fotbal Club Bălți, meglio noto come Bălți, è una società calcistica moldava con sede nella città di Bălți.

## Storia
Squadre che disputavano i campionati regionali nella città erano presenti fin dagli anni cinquanta. Nel 1984 fu stabilito che la Repubblica Socialista Sovietica Moldava poteva schierare tre squadre nella seconda divisione del campionato di calcio sovietico e venne quindi fondata la Zarea Bălți che disputò i campionati inferiori fino all'indipendenza della Moldavia senza peraltro raggiungere risultati eclatanti. L'allenatore era Ivan Danilianț, futuro allenatore della nazionale moldava.
Nel 1991 cambia nome in Olimpia Bălți e l'anno successivo partecipa al neonato campionato moldavo di calcio terminando al nono posto su dodici partecipanti. Per tutti gli anni novanta disputa campionati di centro classifica con l'eccezione del 1994-95 quando termina terzo. Viene retrocesso in Divizia A nel 2000-2001 essendo arrivato ultimo. Nella seconda serie gioca 5 stagioni venendo promosso nel 2005-2006 pur arrivando terzo in classifica poiché ai primi due posti si erano classificate le seconde squadre dello Sheriff e dello Zimbru che non potevano essere promosse. Nel 2009-10 eguaglia la propria miglior prestazione con un terzo posto che la qualifica per la prima volta alle coppe europee. L'esordio nelle competizioni internazionali è stato il 1º luglio 2010 nell'ambito della UEFA Europa League 2010-2011 dove il club ha disputato il primo turno preliminare nel quale è stato eliminato dagli azeri del Khazar per la regola dei gol fuori casa.
Nel 2019, a causa della mancanza di finanziamenti da parte dell'associazione pubblica che gestiva la società, il club è rimasto senza fondi, con un debito di oltre 1 milione di leu. Per tale motivo, la società ha dichiarato bancarotta e al suo posto è stata creata una nuova società, denominata FC Bălți, che prosegue la tradizione sportiva dello Zaria e della città di Bălți.
Nel 2021, la società vince il campionato moldavo di seconda divisione e torna in massima serie, a distanza di tre anni dall'ultima apparizione.

## Cronistoria del nome
- 1984: Fondato come Zaria Bălți
- 1991: rinominato in Olimpia Bălți
- 2014: rinominato in Zaria Bălți
- 2020: rinominato Bălți

## Strutture

### Stadio
Il club gioca le proprie partite interne nello stadio municipale di Bălți (noto precedentemente come Stadio Olimpia Bălți), impianto dotato di 5.953 posti, dei quali 5.553 a sedere. Inaugurato nel 1954, è dotato di una pista per gare di atletica leggera.

## Palmarès

### Competizioni nazionali
- Coppa di Moldavia: 1

2015-2016
- Divizia A: 1

2020-2021

### Altri piazzamenti
- Campionato moldavo:

Terzo posto: 1994-1995, 2009-2010
- Coppa di Moldavia:

Finalista: 2010-2011, 2016-2017, 2022-2023
Semifinalista: 1996-1997, 1998-1999, 2009-2010, 2023-2024
- Supercoppa di Moldavia:

Finalista: 2016

## Statistiche e record

### Statistiche nelle competizioni UEFA
Tabella aggiornata alla fine della stagione 2018-2019.
| Competizione                  | Partecipazioni | G  | V | N | P | RF | RS |
| ----------------------------- | -------------- | -- | - | - | - | -- | -- |
| Coppa UEFA/UEFA Europa League | 4              | 12 | 2 | 3 | 7 | 9  | 21 |

### Miglior marcatore della squadra
- Serghei Rogaciov con 73 gol. Nella stagione 1994-1995 ha siglato 36 gol diventando il capocannoniere del campionato.

## Organico

### Rosa 2021-2022
| N. |                      | Ruolo | Calciatore      |
| -- | -------------------- | ----- | --------------- |
| 1  | Moldavia (bandiera)  | P     | Artur Nazarciuc |
| 2  | Argentina (bandiera) | C     | Álvaro Bely     |
| 7  | Moldavia (bandiera)  | C     | Nichita Moțpan  |
| 8  | Moldavia (bandiera)  | C     | Andrei Bursuc   |
| 10 | Moldavia (bandiera)  | C     | Igor Țîgîrlaș   |
| 11 | Moldavia (bandiera)  | A     | Daniel Danu     |
| 14 | Ucraina (bandiera)   | C     | Sergiy Molochko |
| 17 | Moldavia (bandiera)  | C     | Serghei Miscov  |
| 18 | Moldavia (bandiera)  | C     | Petru Gherman   |
| 19 | Moldavia (bandiera)  | D     | Mihail Tiscul   |

| N. |                      | Ruolo | Calciatore               |
| -- | -------------------- | ----- | ------------------------ |
| 20 | Nigeria (bandiera)   | A     | Emmanuel Alaribe         |
| 22 | Nigeria (bandiera)   | P     | Ikenna Enyeribe          |
| 23 | Moldavia (bandiera)  | D     | Valentin Chișca          |
| 27 | Argentina (bandiera) | C     | Rubén Gómez              |
| 30 | Moldavia (bandiera)  | D     | Petru Costin             |
| 31 | Brasile (bandiera)   | D     | Welington Taira          |
| 44 | Moldavia (bandiera)  | D     | Denis Furtună            |
| 92 | Moldavia (bandiera)  | C     | Maxim Bucataru           |
|    | Nigeria (bandiera)   | A     | Miracle Chinaza Nwautobo |

### Rosa 2018-2019
| N. |                      | Ruolo | Calciatore                 |
| -- | -------------------- | ----- | -------------------------- |
| 1  | Moldavia (bandiera)  | P     | Vladimir Livșiț (capitano) |
| 33 | Moldavia (bandiera)  | P     | Vladislav Chiaburu         |
| 3  | Moldavia (bandiera)  | D     | Ion Burlacu                |
| 6  | Brasile (bandiera)   | D     | Lucas Silva                |
| 13 | Timor Est (bandiera) | D     | Diogo Rangel               |
| 16 | Moldavia (bandiera)  | D     | David Cemschi              |
| 20 | Ucraina (bandiera)   | D     | Oleh Yermak                |
| 23 | Moldavia (bandiera)  | D     | Alexandru Tofan            |
| 25 | Moldavia (bandiera)  | D     | Cristian Dros              |
| 5  | Moldavia (bandiera)  | C     | Daniel Danu                |

| N. |                      | Ruolo | Calciatore          |
| -- | -------------------- | ----- | ------------------- |
| 7  | Moldavia (bandiera)  | C     | Rodrigo Bostan      |
| 8  | Brasile (bandiera)   | C     | Guilherme Silva     |
| 21 | Brasile (bandiera)   | C     | Filipe Alves        |
| 22 | Argentina (bandiera) | C     | Rubén Gómez         |
| 99 | Brasile (bandiera)   | C     | Jean Patric         |
| 9  | Moldavia (bandiera)  | A     | Gheorghe Ovseanicov |
| 10 | Brasile (bandiera)   | A     | Conrado             |
| 11 | Moldavia (bandiera)  | A     | Dumitru Rogac       |
| 18 | Moldavia (bandiera)  | A     | Vadim Gulceac       |
| 80 | Moldavia (bandiera)  | A     | Serghei Alexeev     |

### Rosa 2012-2013
| N. |                     | Ruolo | Calciatore       |
| -- | ------------------- | ----- | ---------------- |
| 1  | Moldavia (bandiera) | P     | Leonid Groza     |
| 2  | Nigeria (bandiera)  | D     | Jude Ogada       |
| 3  | Moldavia (bandiera) | D     | Serghei Gusacov  |
| 4  | Moldavia (bandiera) | A     | Victor Mudrac    |
| 6  | Giappone (bandiera) | C     | Shotaro Okada    |
| 7  | Ucraina (bandiera)  | C     | Maxim Kuba       |
| 8  | Guinea (bandiera)   | C     | Ibrahima Camara  |
| 9  | Moldavia (bandiera) | A     | Serghei Pogreban |
| 10 | Ucraina (bandiera)  | C     | Artem Kozlov     |

| N. |                     | Ruolo | Calciatore         |
| -- | ------------------- | ----- | ------------------ |
| 11 | Nigeria (bandiera)  | C     | Babatunde Ajibola  |
| 14 | Moldavia (bandiera) | D     | Maxim Hovanschi    |
| 15 | Russia (bandiera)   | D     | Soslan Kachmazov   |
| 16 | Nigeria (bandiera)  | C     | Julius Adaramola   |
| 17 | Moldavia (bandiera) | C     | Vadim Clipca       |
| 18 | Giappone (bandiera) | C     | Daisuke Nishiguchi |
| 19 | Moldavia (bandiera) | D     | Nicolai Mincev     |
| 32 | Moldavia (bandiera) | P     | Andrei Colibaba    |
| -  | Romania (bandiera)  | D     | Constantin Arbănaș |
| -  | Romania (bandiera)  | C     | Mihail Paseciniuc  |